# Station Arundel
Arundel is een station van National Rail in Arundel, Arun in Engeland. Het station is eigendom van Network Rail en wordt beheerd door Southern. Het station is geopend in 1863.